# Ferdinándfalva
Ferdinándfalva (szerbül Нови Козјак / Novi Kozjak, németül Ferdinandsdorf) falu Szerbiában, a Vajdaságban, a Dél-bánsági körzetben. Közigazgatásilag Alibunárhoz tartozik.

## Fekvése
Pancsovától északkeletre, Kevedobra, Számos és Ilonc közt fekvő település.

## Története
Ferdinándfalvát 1817-ben telepítették, előbb a németbánsági Határőrvidékhez tartozott s 1872-ben csatolták Torontál vármegyéhez.
A 20. század elején Miloradovics Péter volt a település nagyobb birtokosa.
1910-ben 1460 lakosából 29 fő magyar, 15 fő német, 9 fő román, 1397 fő szerb 1 fő horvát anyanyelvű volt. Ebből 32 fő római katolikus, 1 fő református, 1405 fő görögkeleti ortodox, 6 fő izraelita, 7 fő egyéb vallású volt. A lakosok közül 671 fő tudott írni és olvasni, 139 lakos tudott magyarul.
A trianoni békeszerződés előtt Torontál vármegye Alibunári járásához tartozott.
1918-1947 között a falu neve a Ferdin elnevezést viselte. A falubeliek gyakran ma is ezen a néven emlegetik településüket. 1951-től nevezik Novi Kozjaknak.

## Népesség

### Demográfiai változások
| 1948 | 1953 | 1961 | 1971 | 1981 | 1991 | 2002 | 2011          |
| ---- | ---- | ---- | ---- | ---- | ---- | ---- | ------------- |
| 1441 | 1415 | 1428 | 1281 | 1170 | 997  | 768  | 768 fő (2002) |

## Nevezetességek
- Görögkeleti temploma - 1853-ban épült